# −5 (tal)
−5 (minus fem) är det negativa heltal som följer −6 och följs av −4.

## Inom matematiken
Talet −5 definieras som den additiva inversen till 5, det vill säga det tal vars summa med 5 är lika med 0.